# Alexa Chung
Pour les articles homonymes, voir Chung.
Alexa Chung, née le 5 novembre 1983 à Privett dans le Hampshire, est une animatrice de télévision et mannequin anglaise. Citée régulièrement dans les pages mode des magazines pour son sens du style,, elle est également collaboratrice à la rédaction du magazine Vogue à Londres.

## Biographie
Alexa Chung est née d'un père chinois, Philip, et d'une mère anglaise, Gillian. Elle est la benjamine de deux frères, Jamie et Dominic, ainsi que d'une sœur Natalie.
Issue d'une famille de classe moyenne, elle grandit dans le Hampshire et ressent dès son plus jeune âge l'envie de plier bagage pour Londres. Elle se rêve alors photographe ou journaliste de mode.
Elle est repérée à l'âge de seize ans par l'agence Elite Model Management et devient mannequin, en posant notamment pour la marque Urban Outfitters.
Elle suit des études au King's College à Londres et au Chelsea College of Art and Design.
En 2006, elle fait ses débuts à la télévision en coprésentant le show Popworld, une émission matinale où elle interviewe des célébrités de la pop culture, de Paul McCartney à Gwen Stefani en passant par Christian Lacroix.
En 2007, l'émission n'est pas reconduite, mais elle rebondit sur la BBC3 en animant un programme mixant cinéma et musique, puis elle commence à percer dans le milieu de la mode en apparaissant dans la mini-série Shoot Me! sur Fashion TV et en interviewant des mannequins de façon insolite et décalée.
Durant la saison Printemps/Été 2009, elle défile pour Vivienne Westwood à la Fashion Week londonienne.
Tour à tour mannequin (représentée par l'agence de mannequins NEXT Model Management), présentatrice télé, créatrice de bijoux en collaboration avec la marque Made, la jeune femme est également devenue l'égérie de la marque New Look.
Elle est classée par le magazine de mode Vogue anglais en tête des filles les mieux habillées de l'année 2009.
En juin 2009, le programme It's On with Alexa Chung (en) est diffusé sur MTV. Le concept de l'émission mêle talk-show à l'américaine et actualité musicale. L'émission est cependant annulée au bout de deux saisons, le dernier épisode étant diffusé le 17 décembre 2009.
En 2009, la marque Mulberry s'inspire d'Alexa Chung et crée un sac nommé Alexa.
En 2010, elle devient l'égérie de Pepe Jeans pour sa campagne de publicité Printemps/Été.
En 2012, elle présente l'émission de mode 24 Hour Catwalk, diffusée en France sur la chaîne June.
En septembre 2013, elle sort son livre, nommé It.
Elle a fait la couverture des magazines Elle, Vogue, Teen Vogue, Harper's Bazaar, ou encore Numéro.
Le 31 mai 2017, elle lance officiellement sa première collection pour sa marque éponyme. Elle devient alors créatrice de mode avec ALEXACHUNG.

## Vie privée
De 2007 à juillet 2011, elle était en couple avec Alex Turner, le chanteur du groupe de rock Arctic Monkeys.
En 2015, elle entame une relation avec l'acteur Alexander Skarsgård. Le couple se sépare en 2017 et se reforme en 2018.
Depuis 2022, Alexa Chung est en couple avec l'acteur Tom Sturridge, avec qui elle est aperçue pour la première fois lors du Tournoi de Wimbledon 2022.